# گاهی (فیلم)
گاهی فیلمی به کارگردانی محمدرضا رحمانی، نویسندگی آرش عباسی و تهیه‌کنندگی امیر پورکیان محصول سال ۱۳۹۴ است.
این فیلم در تاریخ ۱۵ اردیبهشت ۱۳۹۵ در سینماهای ایران اکران شد.

## خلاصه داستان
داستان این فیلم سه زوج ایرانی است که در پایان حضور خود در یک مهمانی با تراژدی روبرو می‌شوند.

## بازیگران
- فریبرز عرب‌نیا در نقش حامد
- اندیشه فولادوند در نقش لیلی
- مهدی پاکدل در نقش مانی
- آزاده صمدی در نقش ابریشم
- ایمان افشاریان در نقش مجید
- عاطفه نوری در نقش رعنا